# Jonas Hedlund
Jonas Hedlund, född 26 juni 1971 i Drängsmark utanför Skellefteå, död 25 juni 2024 i Dyltabruk, Örebro län, var en svensk skådespelare, verksam inom teater och film och bosatt i Örebro.

## Biografi
Jonas Hedlund gick ut Teaterhögskolan i Malmö 1999 och arbetade sedan som skådespelare vid bl a Teater Martin Mutter , Lerbäcks teater, Örebro Teater  och Stadra Teater. På Teater Martin Mutter gjorde han bland annat föreställningen Doppler – i kamp mot duktigheten av Erlend Loe. På Lerbäcks Teater spelade han rollen som Karlsson på taket sommaren 2017.
Våren 2019 hade han premiär på den egna berättarföreställningen Ormens väg på hälleberget efter Torgny Lindgrens roman. På film gjorde han bland annat rollen som Niklas i Jägarna 2.
2025 tilldelades han postumt Örebro kommuns Kulturpris till Hjalmar Bergmans minne.
Jonas Hedlund var till sin död gift med skådespelaren och författaren Helena Hedlund.

## Teater

### Roller
| År   | Roll           | Produktion                                    | Regi             | Teater                            |
| ---- | -------------- | --------------------------------------------- | ---------------- | --------------------------------- |
| 1999 |                | Leonce & Lena (Leonce und Lena) Georg Büchner | Thomas Lohmander | Svensk symbolistisk teater, Malmö |
| 2022 | Porter Milgrim | Dödsfällan (Death Trap) Ira Levin             | Rikard Lekander  | Örebro länsteater                 |